# Ель-Касар
Ель-Касар (ісп. El Casar) — муніципалітет в Іспанії, у складі автономної спільноти Кастилія-Ла-Манча, у провінції Гвадалахара. Населення — 10 543 особи (2010).
Муніципалітет розташований на відстані близько 39 км на північний схід від Мадрида, 23 км на захід від Гвадалахари.
На території муніципалітету розташовані такі населені пункти: (дані про населення за 2010 рік)
- Ель-Касар: 3514 осіб
- Лас-Колінас: 825 осіб
- Ель-Кото: 3571 особа
- Месонес: 559 осіб
- Монтекальдерон: 842 особи
- Лаго-дель-Хараль: 188 осіб
- Лос-Ареналес: 938 осіб
- Вальделосльянос: 106 осіб

## Демографія
Динаміка населення (INE ):